# سفارت اوکراین در رم
سفارت اوکراین در رم (به ایتالیایی: Ambasciata d'Ucraina nella Repubblica Italiana) واقع در رم، ایتالیا است که میزبان نخستین مأموریت دیپلماتیک از اوکراین به جمهوری ایتالیا است. همچنین میزبان نمایندگی‌های دیپلماتیک از اوکراین به جمهوری سان مارینو و جمهوری مالت است. [2]

## تاریخچه
اوکراین و ایتالیا بلافاصله پس از استقلال اوکراین از اتحاد جماهیر شوروی در سال ۱۹۹۲ روابط دیپلماتیک برقرار کردند. دولت ایتالیا از انقلاب نارنجی ۲۰۰۴ در اوکراین حمایت کرد. ایتالیا همچنین از ادعای اوکراین در شبه جزیره کریمه به دلیل ادعای روسیه در بحران کریمه ۲۰۱۴ حمایت کرد.